# Самуиловски височини
Самуиловските височини са платовидно възвишение в Североизточна България, Източната Дунавска равнина, области Разград и Шумен. Името на платото идва от разположеното в центъра им село Самуил.
Самуиловските височини се издигат в южната част на Източната Дунавска равнина между долината на река Бели Лом (на югозапад), която ги отделя от Разградските височини и Овче поле на юг. На изток, в района на село Иглика се свързват с Войводското плато (Сърта), а на север плавно се понижават към Лудогорското плато. Дължината на височините от запад на изток е около 35 км, а максималната им ширина в средата от север на юг – 10 – 12 км. Максималната височина е връх Петров камък (Сърта, 500,8 м), разположен в източната част на височините, на 1 км североизточно от село Капитан Петко, Община Венец.
Южните и югозападните склонове на височините се спускат стръмно към Овче поле и долината на река Бели Лом, а северните склонове са полегати, разчленени от гъста долинна мрежа. Билото е широко и плоско, остатък от денудационна повърхнина. Самуиловските височини представляват ерозионно-денудационна форма, моделирана в темето и северния склон на Севернобългарското сводово издигане. Изградени са от долнокредни пясъчници, варовици и мергели.
Самуиловските височини са важен хидрографски възел в Източната Дунавска равнина между реките течащи на север и северозапад към река Дунав и на юг и югоизток към Камчия и Провадийска река. От тях извират и текат на север към Дунав реките Царацар с притоците си Война и Чаирлък, Сенковец с притока си Ясенковец и Канагьол (Казалък). освен това от Самуиловските височини извират Провадийска река с притока си Крива река и река Пакуша, ляв приток на Врана, от басейна на Камчия. Югозападните склонове на височените се отводняват от десните притоци на река Бели Лом.
Климатът е умерено-континентален със сравнително студена зима и топло лято. Преобладават сивите горски почви, като тук-там са запазени остатъци от дъбови гори, които като цяло са антропогенно изменени. Големи части от билото и полегатите склонове са заети от обработваеми земи.
През Самуиловските височини преминават 2 пътя от Държавната пътна мрежа:
- В източната, най-висока част на височините, между селата Венец и Страхилица, на протежение от 7,5 км участък от първокласен път № 7 Силистра – Шумен – Ямбол – ГКПП „Лесово“.[1]
- В най-западната част, от Разград до село Ясеновец, на протежение от 7,8 км участък от третокласен път № 205 Разград – Исперих.[1]

От северозапад на югоизток по билото на височините преминава участък от трасето на жп линията Русе – Каспичан – Варна.

## Топографска карта
- Лист от карта K-35-18. Мащаб: 1 : 100 000.
- Лист от карта K-35-19. Мащаб: 1 : 100 000.